# Jens Jacob Asmussen Worsaae
Jens Jacob Asmussen Worsaae (Vejle, 14 de març de 1821 - Copenhaguen, 15 d'agost de 1885) va ser un arqueòleg i historiador danès considerat generalment com el primer arqueòleg professional modern.
Worssae va ser el successor de Christian Jürgensen Thomsen en el càrrec de director del Museu Nacional de Dinamarca. Cap al 1840 i utilitzant el mètode de l'estratigrafia va poder confirmar la realitat del sistema de les tres edats (Pedra Bronze i Ferro) proposat pel seu predecessor.
Comissionat pel rei de Dinamarca, Cristià VII, va fer viatges per nombrosos països del nord i centre d'Europa (Suècia, Àustria, Alemanya, Suïssa) i de 1846 a 1847 residí a les Illes Britàniques i Irlanda estudiant la cultura vikinga, va fer nombrosos dibuixos en aquarel·la sobre les mostres trobades i va publicar un treball sobre el tema de la civilització nòrdica a les Illes britàniques i Irlanda en danès el 1851 que va ser traduït a l'anglès el 1852.
Per l'estudi de l'acumulació de closques d'ostres a Dinamarca va trobar artefactes de sílex i altres materials que va considerar obra de l'home primitiu.
Worsaae va tenir un gran reconeixement científic en els ambients culturals de l'època.
Worsaae va expressar que només l'estatigrafia i l'estudi de les restes deixades pels homes primitius ens donaran pistes per establir la història de la humanitat antiga.